# Йохан фон Лайнинген-Риксинген
Йохан фон Лайнинген-Риксинген (на немски: Johann von Leiningen-Rixingen; † между 6 юли 1442 и 4 октомври 1445) е граф на Лайнинген-Риксинген.

## Произход
Той е син на граф Готфрид II (Жофрид I) фон Лайнинген-Риксинген († ок. 1380) и съпругата му маркграфиня Маргарета фон Баден († ок. 1380), дъщеря на маркграф Фридрих III фон Баден († 1353). Майка му се омъжва се втори път за граф Хайнрих фон Лютцелщайн († 1394).

## Фамилия
Йохан се жени за Елизабет фон Люцелщайн († пр. 1437), дъщеря на граф Хайнрих фон Лютцелщайн († 1394/1399) и първата му съпруга Хенриета де Бар († 1380), дъщеря на Ерхард де Бар († 1337, Дом Скарпон) и Изабела Лотарингска († 1353), дъщеря на херцог Теобалд II от Лотарингия († 1312). Елизабет е заварена дъщеря на майка му Маргарета фон Баден. Те имат децата:
- Хайнрих († 1437)
- Валбурга († 1447), омъжена 1415 г. за граф Йохан V фон Спонхайм-Щаркенбург († 1437), син на граф Йохан IV фон Спонхайм-Щаркенбург „Млади“ († 1413/1414)
- Фридрих († 1478), каноник в Страсбург и Трир
- Хенриета († 1437), омъжена 1429 г. за Якоб II фон Финстинген († 1437), син на Хайнрих III фон Финстинген († 1429)
- Рудолф фон фон Лайнинген-Риксинген († 1475), граф на Лайнинген, женен 1435 г. за Агнес фон Цвайбрюкен-Бич († 1454), дъщеря на граф Ханеман II фон Цвайбрюкен-Бич (* ок. 1380; † ок. 1418)
- Йохан